# Hilda (televisieserie)
Hilda is een Brits-Canadese animatieserie, gebaseerd op de gelijknamige stripboeken van Luke Pearson en geproduceerd door Silvergate Media en Mercury Filmworks. De serie wordt uitgezonden op Netflix en bestaat uit drie seizoenen waarvan de eerste twee dertien afleveringen hebben en de derde acht afleveringen. Daarnaast is er een film uitgebracht; film die ingaat op de cliffhanger van de laatste aflevering van het tweede seizoen. Het derde, en laatste, seizoen ging in première op 7 december 2023 op Netflix. 

## Achtergrond en verhaal
De serie is gebaseerd op de stripboekenreeks van Luke Pearson, waarbij enkele afleveringen grotendeels zijn overgenomen. Veel van de verhalen en wezens die in de serie voorkomen zijn losjes, gebaseerd op Scandinavische folklore. Ook speelt de serie zich af in een, niet genoemde, Scandinavische omgeving waarbij de personages met veelal zware Britse accenten praten en Britse gewoontes erop na houden.
De serie focust zich op de elfjarige Hilda. Een elfjarig meisje dat haar hele leven met haar moeder en haar hertenvos Twig (Twijgje in het Nederlands) in de bossen buiten de grote stad woont. Ze is erg onafhankelijk en avontuurlijk. Wanneer de elven die rond het huis wonen eisen dat moeder en dochter vertrekken omdat zij last hebben van het geluid, het licht en het feit dat zij steeds op hun huizen staan, doet Hilda haar best dit te voorkomen. Haar moeder is echter van mening dat verhuizen naar de stad de beste optie is. Hilda probeert de elvenkoning ervan te overtuigen dat ze mogen blijven. Wanneer deze akkoord geeft wordt het huis echter vertrapt door twee verliefde reuzen, die Hilda eerder weer bij elkaar bracht. Zo worden ze toch beide geforceerd naar de grote stad te verhuizen. 
Hilda is hier in eerste instantie zeer ongelukkig mee doordat ze haar vrije leven in de wildernis moet opgeven en nu in de grote stad (Trolberg) moet wonen. Ze gaat naar school en wordt lid van de lokale scouting vereniging. Daarbij raakt ze al snel bevriend met de snel angstige David en de nauwkeurige Frida. Eenmaal in de stad komt zij erachter dat er ook genoeg te beleven valt en zorgt ze voor de nodige chaos omdat ze veelal de mensen en de stad niet begrijpt. Een rode draad door het eerste seizoen is dat ze het leven in de wildernis mist. Al snel vindt ze haar draai doordat er ook in en rond de stad genoeg mysteries en mysterieuze wezens leven. Hilda probeert ze zo goed als ze kan te helpen en te bevrienden. Dit leidt tot grote zorgen bij haar moeder die erg ongerust is over wat haar dochter doet. 

## Personages

### Hoofdpersonages
- Hilda: Een avontuurlijk meisje met natuurlijk blauw haar. Ze is opgegroeid in de bossen buiten de stad en gewend aan het leven daar. Nu ze met haar moeder is verhuisd naar de grote stad moet ze daar enorm aan wennen. Hoewel ze het eerst helemaal niets vindt en terugverlangt naar haar vorige leven, komt ze er al gauw achter dat er ook in de stad genoeg te beleven valt en er ook veel mysterieuze wezen en avonturen te beleven vallen. Ze wordt lid van de scouting groep en raakt al snel bevriend met David en Frida. Avontuurlijk als ze is, zoekt ze regelmatig het gevaar op onder haar motto dat, dat is wat avonturiers doen. Dit zorgt voor frustratie bij haar moeder die wil dat ze voorzichtiger doet. Naast haar mensenvrienden, bevriend ze graag de wezens die ze ontmoet en doet er alles aan om ze te helpen indien nodig. Hilda is erg slim en sportief, hoewel klein voor haar leeftijd.
- Johanna: Hilda's moeder. Een alleenstaande moeder die opgegroeid is in de stad en, in tegenstelling tot haar dochter, weer blij is om ernaar terug te verhuizen, omdat ze de stad minder gevaarlijk vindt om haar dochter te laten opgroeien. In tegenstelling tot haar dochter is ze niet avontuurlijk en maakt ze zich regelmatig grote zorgen wanneer Hilda ergens in verwikkelt raakt, een reden dat haar dochter niet alles aan haar vertelt. Dit leidt regelmatig tot irritaties en conflicten tussen beide.  Ze werkt als een zelfstandig grafisch ontwerper.
- Twig: (Twijgje in het Nederlands) Twig is Hilda's huisdier; een witte hertenvos (Deerfox). Hij heeft het uiterlijk van een witte vos, met drie zwarte puntjes, maar de hoeven en het gewei van een jong hert. Twig raakte tijdens de grote hertenvossen-migratie gescheiden van zijn familie en dwaalde rond in de bossen en werd door een wolf achterna gezeten. Een toen 5-jarige Hilda redde zijn leven door de wolf te verjagen. Later raakte Hilda zelf in de problemen toen ze verdwaalde en de wolf achter haar aan ging. Twig miste zijn enige kans om bij zijn familie terug te keren door haar te redden. Sindsdien woont hij bij haar en Johanna.

- David: David is een van Hilda's beste vrienden. Hij was de eerste persoon die ze ontmoette toen ze voor het eerst in de stad kwam. Hij is een zeer verlegen en rustige jongen van Hilda's leeftijd en zit samen met haar in de klas en bij de scouting. Hij is snel angstig en bang voor heel veel dingen. Hierdoor is hij erg terughoudend als Hilda met ideeën komt, omdat deze vaak tot avonturen leiden die hij eng vindt. Meestal probeert hij zichzelf te bewijzen om zijn vrienden niet af te remmen en zorgt zo voor meer problemen voor zichzelf of de rest. Als het kan kiest hij er eerder voor om ergens niet mee te gaan en achter te blijven. Hij heeft een grote voorliefde voor diverse soorten snoep en een grote passie voor muziek. Hij zingt in de scouting groep als solo zanger van het orkest door zijn goede stem.
- Frida: Frida is Hilda's andere beste vriend. Ze is een zwart meisje dat bekend staat als zeer nauwkeurig en netjes. Afkomstig uit een rijker gezin, heeft ze een enorme  prestatiedrang waarbij ze veel wil presteren om gewaardeerd te voelen. Zo heeft ze de meeste scoutingbadges en is ze zeer strikt met schoolopdrachten. Dit leidt soms tot conflict met Hilda en David die veel rommeliger zijn en plezier vooraan stellen. Na het 2e seizoen (en een ruzie met Hilda en David) veranderd ze en wordt haar prestatiedwang minder. Dankzij Hilda en Kaisa komt ze in aanraking met de magie en vindt hier een passie voor. Ze wordt daarom een heksenleerling van Matilda Pilqvist.
- Alfur Aldric: Alfur is een elf. Toen de elven in opstand kwamen tegen de aanwezigheid van Hilda en haar moeder rond hun leefgebied, probeerde hij als enige op een diplomatieke manier een oplossing te vinden tussen het gezin en de elven. Hij zorgde ervoor dat Hilda hem en de elven konden waarnemen (de elven waren daarvoor onzichtbaar). Later als Hilda en Johanna naar de stad verhuizen, gaat hij met ze mee doordat hij is gepromoveerd tot journalist, die het leven van de mensen in de stad in de gaten houdt en daarover schrijft voor de elven. Hij woont in Hilda's kamer in een oude klok en gaat regelmatig met haar mee op avontuur om hier verslag van te schrijven of haar wijze raad onderweg te geven. Als hij niet bij Hilda is, dan reist hij met Johanna mee.
- Tontu: Tontu is een nisse die net als andere tomtes in de Nergensruimte (Now-here Space) woont. Plekken in en rond het huis die onwoonbaar zijn. Hij wordt door Hilda op straat gevonden nadat hij uit zijn vorige woning door de woningeigenaar op straat is gezet. Hij beweert dat hij niets gedaan heeft, maar door de slechte reputatie die dakloze tomtes hebben, is hij nergens anders welkom. Ook Johanna wil hem niet in huis en stuurt hem weg nadat Hilda hem in huis haalde. Later helpt hij Johanna en Hilda als zij te maken krijgen met een gigantische zwarte hond in huis die hoor de tomte in hun woning is binnengehaald. Als dank mag hij van Johanna toch blijven en wordt later zelf, samen met Alfur, een goede vriend en huisgenoot van haar.

### Bijpersonages
- Trollen: Rond Trolberg wonen in de wildernis vele trollen in allerlei soorten en maten. Rond de stad is een muur gebouwd, specifiek om trollen buiten te houden doordat de mensen en trollen een slechte verhouding met elkaar hebben. Trollen worden door de mensen als gevaarlijke, moordende wezens beschouwt. Ook Hilda is eerst bang voor ze, maar komt er steeds meer achter dat het onzin verhalen zijn en dat de meeste trollen vreedzaam en rustig zijn. Langzaam probeert ze haar vrienden hiervan te overtuigen en dit lukt haar ook. De trollen veranderen door zonlicht in steen en ontwaken als het donker is in de avond. De meeste trollen wonen onder de trollenberg om niet te verstenen. In de film wordt bekendgemaakt dat de reden waarom de trollen niet verder landinwaarts trekken, maar zich tot de stad aangetrokken blijven voelen is omdat de moedertrol, die al eeuwenlang de beschermheilige van de trollen is, onder de stad ligt begraven en ontwaakt zodra de trollen in gevaar zijn.
- Het Houtmannetje: (Woodman) is een klein mannetje van hout. Zijn lichaam bestaat uit een geheel terwijl zijn houten hoofd op een onverklaarbare wijze boven zijn romp zweeft. Zijn hoofd bestaat uit twee holle gaten die als ogen dienen en een grote, holle tak vooraan dient als neus en mond. Hierdoor kan hij geen emoties tonen. Het houtmannetje kwam altijd onverwacht en onaangekondigd bij Hilda en haar moeder naar binnen om zichzelf op te warmen bij hun open haard toen zij nog in het bos woonde. Dit tot ergernis van beide. Hij negeerde ze en sprak niet met ze, wel nam hij altijd zijn eigen hout mee voor in de haard. Later toen ze naar de stad vertrokken sprak hij voor het eerst tegen ze en nam afscheid van ze. Hij verklaarde dat hij dit deed omdat steeds in zijn eigen huis wonen ook maar saai was. Later komt hij meer voor. Hij heeft een grote voorliefde voor gokken, zo erg dat hij Hilda zelfs een keer inzet (zonder dat ze dit weet) en haar verliest aan een reus. Hij steelt daarnaast ook en is daarnaast erg sarcastisch en cynisch over alles. Toch geeft hij veel om Hilda en, hoewel hij het niet toegeeft, beschouwt haar als een vriend.
- Erik Ahlberg: Hoofd van de Veiligheidsdienst van Trolberg, die als taak hebben de vele mysterieuze wezens (en voornamelijk de trollen) buiten de stad te houden, uit de stad te jagen en mensen die verboden wezens binnen smokkelen op te pakken. Eric is erg vol van zichzelf en neemt vaak de credits voor de prestaties van andere. Wordt door iedereen in de stad als held gezien, totdat Hilda een dag met hem omgaat en beseft dat hij niet geschikt is voor zijn functie, liegt, laf is en de wezens vooral kwelt. Hij raakt bij Hilda en haar vrienden snel uit de gratie hierdoor en ze proberen dit te bewijzen door hem dwars te bomen. Hij heeft een enorme haat tegen trollen en is constant gefixeerd op het verjagen, en zelfs doden, van hen om de stad van ze te verlossen. Hij is een afstammeling van de grootste trollenjager uit de geschiedenis van de stad en probeert daardoor zijn familienaam hoog te houden.
- Gerda Gustav: Gerda is de assistente van Erik en staat daarom direct onder hem. Ze is een forse dame die erg tegen hem opkijkt en ook meegaat in zijn verhalen. Echter, in de loop van het tweede seizoen ziet zij ook in dat hij niet geschikt is als leider en voor de functie die hij doet. Wanneer zij met hem, David en Frida een nacht in het bos moeten doorbrengen en hij ervoor zorgt dat Frida gewond raakt en een groep trollen boos maakt is ze klaar met hem. Toch wil ze haar baan niet opgeven en blijft ze gedwongen met hem samenwerken. Later, wanneer hij afscheid neemt en met pensioen gaat benoemd hij haar tot zijn opvolgster.
- Kaisa: (Ook bekend als de Bibliothecaresse) is een jonge bibliothecaresse (haar naam wordt tot het 2e seizoen niet bekendgemaakt) van de bibliotheek. In het begin een zeer strenge vrouw. Ze heeft de gave om als mensen op zoek zijn naar bepaalde boeken deze direct, voordat ze de kans hebben ernaar te vragen, tevoorschijn te halen en deze aan ze te geven. In het tweede seizoen komen Hilda en Frida erachter dat ze een heks is. Ze heeft hierover veel onzekerheid over haar capaciteiten als heks, en is in de veronderstelling dat ze geen goede heks is. Wanneer ze dankzij Hilda en Frida wordt herenigd met haar oude lerares, knapt ze op en wordt tegenover iedereen vriendelijker en makkelijker. Samen met David deelt ze een voorliefde voor Jorts, een chipsmerk.
- De Grote Raaf: De grote raaf is een pratende Dondervogel die grotendeels rondvliegt als een raaf. Eens per jaar vliegt hij over Trolberg in zijn ware aard als dondervogel, doordat de stedelingen geloven dat dit voorspoed en geluk zal brengen wanneer hij dit doet. Zelf vindt hij dit onzin omdat de eerste keer dat hij dit deed het toevallig een goed jaar was voor de oogst, maar omdat de stad een feestdag voor hem speciaal heeft vindt hij het niet netjes om niet op te dagen en blijft dit al eeuwenlang herhalen. Wanneer Hilda naar de stad verhuist is hij het eerste wezen van buiten de stad die ze ontmoet. Doordat Trevor en zijn vrienden stenen naar hem hebben gegooid is hij zijn geheugen kwijt geraakt en dreigt hierdoor de feestdag te missen. Hilda helpt hem zijn geheugen terug te geven. Hij deelt niet graag zijn identiteit als dondervogel en is erg schuw voor mensen. Daarom dat hij het liever geheimhoudt. Alleen Hilda, Johanna, Alfur en David weten wie hij is en zijn daardoor als enige op de hoogte dat de feestdag nergens voor nodig is.
- Trevor: Trevor is de pestkop die in dezelfde klas zit als Hilda, David en Frida. Vooral Hilda en David zijn, zijn favoriete doelwit.
- Matilda Pilqvist: Hilda's oudere buurvrouw. Ze is een forse, grijze dame die erg rustig is. Later blijkt ze in het geheim een van de machtigste en krachtigste heksen ter wereld te zijn en Kaisa's oude mentor.
- Victoria van Gale: Victoria was de Meteoroloog van de stad. Bovenop de berg had zij haar eigen weer- en radiostation waaruit ze elke dag op de lokale radio het weerbericht vertelde. Ze had de gave om het weer altijd op de minuut nauwkeurig te voorspellen. Hilda was een groot fan van haar. Toen tijdens een sneeuwstorm het signaal verstoorde gingen Hilda, David en de Dondervogel naar haar toe om te kijken of alles in orde was. David kwam erachter dat ze het weer kon voorspellen doordat ze de weerwolen in haar bezit had. Ze kon zelf het weer beheren. Daarnaast had ze een babywolk ontvoerd zodat de weerwolken wel moesten luisteren. Nadat Hilda het voor elkaar kreeg de overige weerwolken weg te jagen, besloot de moeder van de babywolk om het weerstation te vernietigen. Victoria was daarna werkloos en leefde in het bos in een verlaten molen. Hier probeerde ze erachter te komen hoe ze de leefruimtes van de Tomtes in kon pikken en kon gebruiken en verkopen als leefruimte voor mensen. David kwam door zijn enorme achterdocht jegens haar, weer achter haar plannen en samen met Hilda hield haar weer tegen. Doordat ze weigerde de nergensruimte te verlaten toen deze implodeerde kwam ze vast te zitten in een onbekende dimensie.
- De Ravenleider: De ravenleider is de leidster van de scoutinggroep. Ze is een bekwame, strenge oudere vrouw die toezicht houdt op de activiteiten die de scoutinggroep initieert en of iedereen zich aan de regels houdt. Ze is ook degene die bepaald of scouts badges hebben verdiend of niet. Hoewel ze Hilda regelmatig probeert te helpen een badge te laten verdienen, is dit haar tot nu toe niet gelukt.

## Originele stemmen
Bella Ramsey - Hilda 

Daisy Haggard - Johanna

Oliver Nelson - David

Ameerah Falzon-Ojo - Frida

Rasmus Hardiker - Alfur Aldric / Tontu

Ako Mitchell - Het Houtmannetje

Cory English - De grote Raaf/Dondervogel

John Hopkins - Erik Ahlberg

Lucy Montgomery - Gerda Gustav

Rachel Atkins - De Ravenleider/Victoria van Gale/Ms. Hallgrim/De Lintworm

Kaisa Hammarlund - Kaisa

Emma Tate - David's Moeder

Reece Pockney - Trevor

## Nederlandse stemmen
Billy Maduro - Hilda 

Dorien Haan - Johanna

Sonny van Utteren (Seizoen 1) / Cas de Bruin (Seizoen 2) / Levi Simonis (film) - David

Yentl de Jong (seizoen 1+2) / Ayana Visser (film) - Frida

Job Bovelander (seizoen 1+2) / Jurjen van Loon (film) - Alfur Aldric 

Yael van Rosmalen / Jurgen Theuns (Film) - Tontu

Simon Zwiers - Het Houtmannetje

Jonathan DeMoor - De grote Raaf/Dondervogel

Wiebe-Pier Cnossen - Erik Ahlberg

Edna Kalb - Gerda Gustav / De Ravenleider

Meghna Kumar - Kaisa

Maria Lindes (seizoen 1) / Hetty Heijting (seizoen 2) - Matilda Pilqvist

Barbara Gozens - Victoria van Waai

Ilse Kollenburg - David's Moeder

Floris van Broekhoven - Trevor